# 陳肇川
陳肇川（英語：Francis Chaine；1921年11月23日—）曾是香港律師和政治人物，1981年至1983年期間擔任市政局民選議員。

## 背景
1921年，陳肇川生於香港，1941年畢業於香港華仁書院，1958年畢業於和伦敦城市大學法學院，並在1960年起執業。他於1960年至1963年擔任Edmund Cheung & Chaine律師樓合伙人及律師。1963年另起爐灶，成立自家「Francis Chaine & Co.」律師樓。1968年，陳肇川成為南華足球隊秘書和法律顧問，以及香港足球總會主席（1970年卸任）。同年共同創辦香港保齡球總會，並擔任協會第一和第二任主席。1979年，陳代表香港革新會，首次參加市政局選舉，惜落敗告終。1981年再參選，得到3,467票而當選。1983年，市政局首次引入選舉制度，陳肇川到南區參選，競逐連任，但被陳若瑟擊敗。

## 政治取態
1984年，陳肇川為香港革新會副主席，他表示港人的意願是香港應保留一個自由城市的體系，並擁有一切香港市民固有基本人權，但如司法制度不能獨立，此等人權肯定無法獲得保障。
陳肇川又認為，雖然中共的領導人曾多次宣佈維持香港五十年不變，並且實行「港人治港」，但卻不被港人所接受，因為倘若香港變為「行政特區」，而要根據中共「憲法」第三十一條的話，將來香港所產生的問題會比其他特區為多，相信中共亦無法順利解決。他强調，中共應容許香港自行制定基本法，而與中共「憲法」並不關連。基本法在九七年後的五十年期間施行，同時應設一特別條欵，聲明基本法只能在全民複決投票下才可作出修改。如此「港人治港」才能有效落實。他說：中共曾聲稱不準備在九七年後以社會主義方式管治香港，相信中共方面對以上的建議會詳加考慮而接納。革新會亦會透過適當的渠道向中(共)英雙方表達意見。

## 個人生活
陳肇川於1967年與Dannie Warmm在香港結婚。